# Шаховий стіл

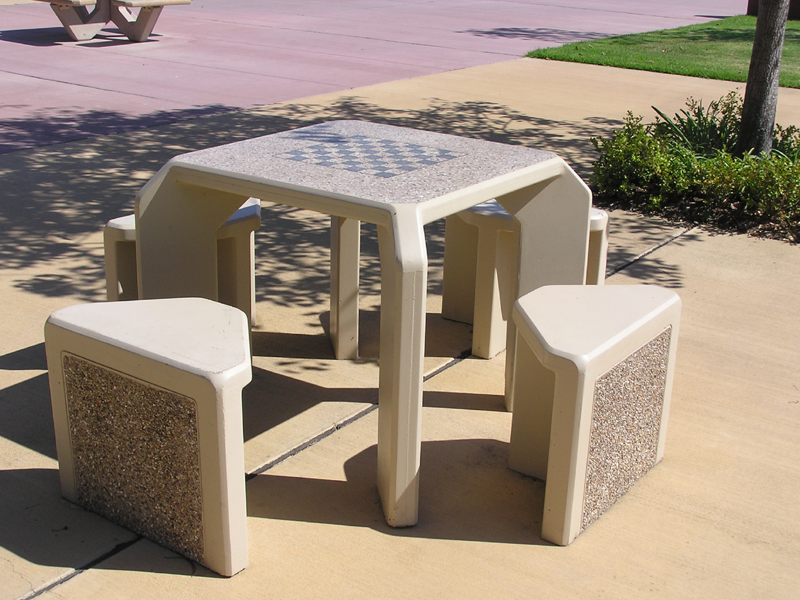
Шаховий стіл - це стіл із намальованою або вирізьбленою на ньому шаховою дошкою.

Шаховий стіл - це стіл, збудований з функціями, корисними для гри в шахи. Шахова дошка, як правило, є невід'ємною частиною столу. Стіл часто має два ящики для утримання фігур, коли вони не використовуються. Шахові столи можуть бути надзвичайно декоративними, добре виготовленими та потенційно дорогими меблями. У більшості столів шахова дошка інкрустована або вирізьблена, хоча дешевші столи можуть намальовану. Шаховий стіл не є абсолютно необхідним для гри в шахи і не обмежений лише грою в шахи. 
Шахові столи, як правило, виготовляються з твердої деревини, найпопулярнішим є палісандр, кедр та червоне дерево . Також існують версії з екзотичної деревини. 
У багатьох містах та університетах є шахові столи у парках та садах. Багато кав'ярень також має шахові столи. 
Більшість з них розміром, як звичайний стіл для пікніка, хоча деякі з них настільки великі, що використовують фігури розміром з невелику бочку. 

## Галерея

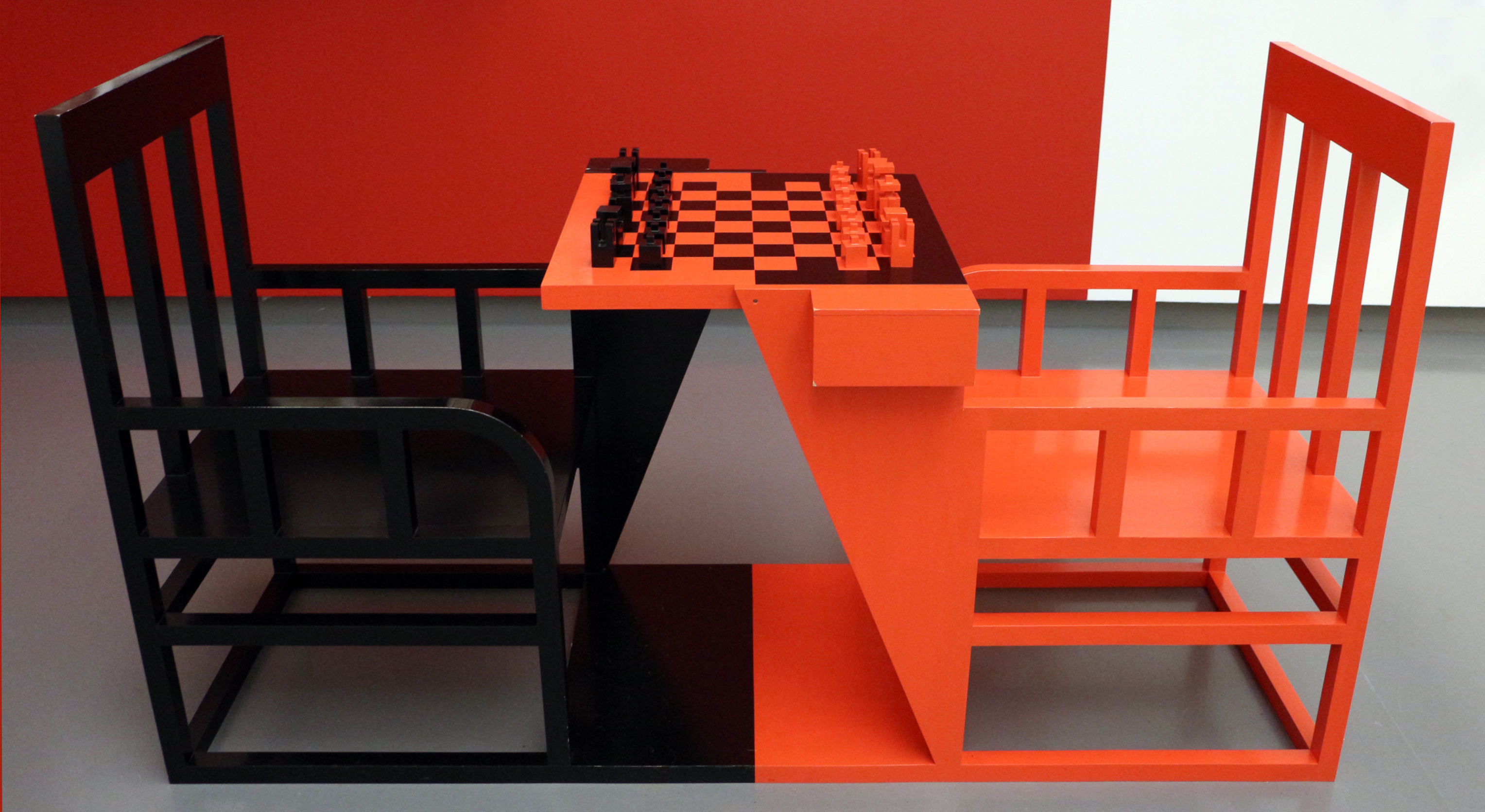
Конструктивістський дизайн Олександра Родченка, 1925 рік
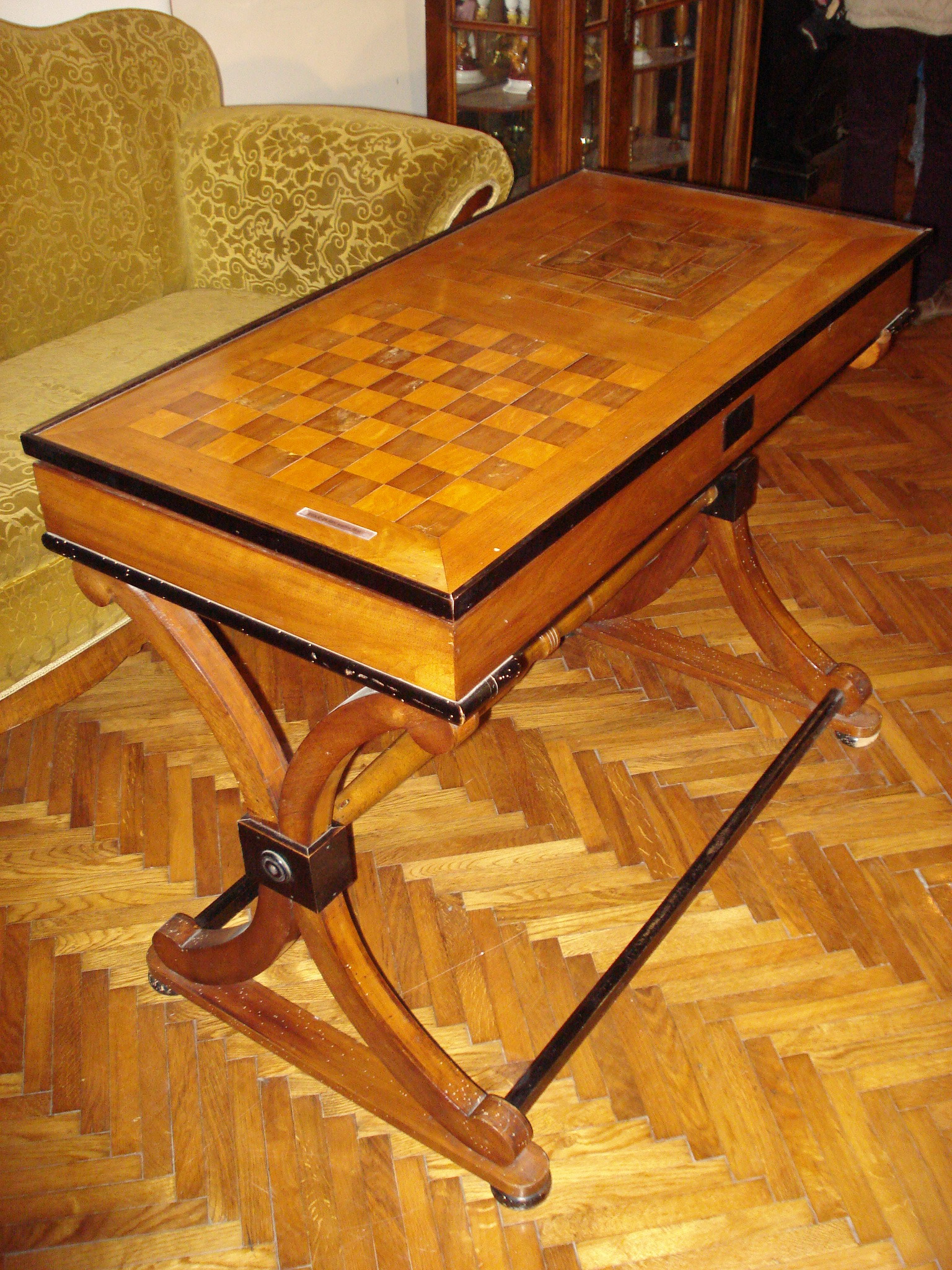
Комбінований стіл гри в шахи та млин
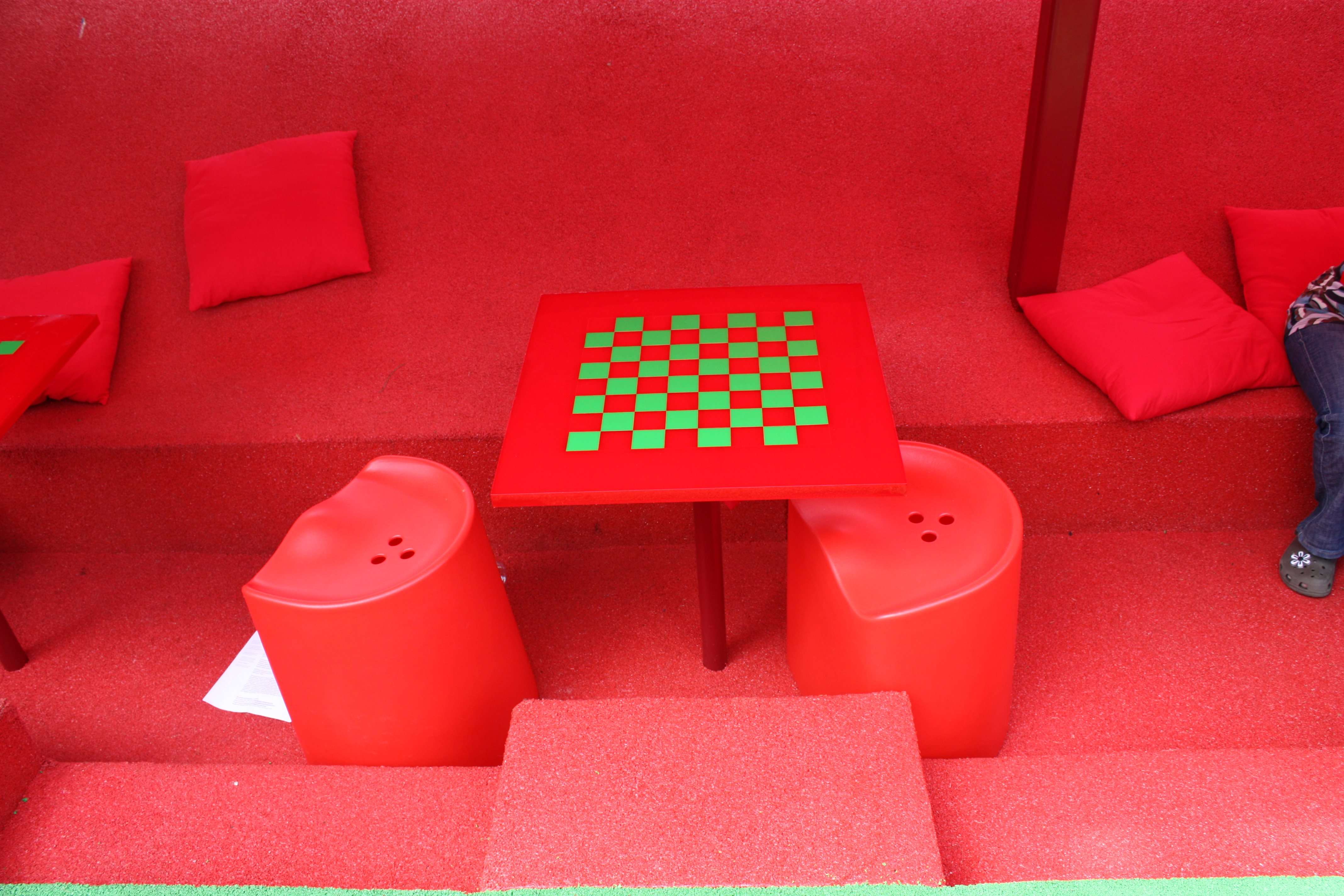
Барвистий червоно-зелений шаховий стіл